# 阿曼LGBT权益
阿曼並不保障性少数者的公民權利。阿曼視同性戀和異裝為违法行為。阿曼堅持一切律法皆依循伊斯蘭道德規範，因而飽受人權組織批評。

## 概况
| 同性性行为合法                                       | 最高3年监禁 |
| 同意年龄平等                                         | 否          |
| 反就业歧视法律                                       | 否          |
| 提供商品和服务的反歧视法律                           | 否          |
| 在所有其他领域的反歧视法律（包括间接歧视，仇恨言论） | 否          |
| 同性婚姻                                             | 否          |
| 同性伴侣关系                                         | 否          |
| 同性伴侣收养继子女                                   | 否          |
| 同性伴侣联合收养                                     | 否          |
| 同性恋军人允许公开服役                               | 否          |
| 有权改变法律性别                                     | 否          |
| 女同性恋试管婴儿                                     | 否          |
| 男同性恋情侣商业代孕                                 | 否          |
| 允许男男性行为者（MSM）进行捐血                      | 否          |

## 历史
2013年9月，作为海湾合作国家成员国的阿曼同意了一项提议，即建立某种"同性恋测试"，来阻止外国同性恋者进入任何海湾国家。然而，有人认为，对在卡塔尔举办2022年國際足協世界盃的担忧，以及对足球迷可能会被审查的争议的担心，使得官员们收回了计划，并强调这只是一个提议。

## 现状
2013年9月，所有海湾合作国宣布同意讨论一项提议，以设计一项旨在挑出同性恋外国人并阻止他们进入任何国家的“同性恋测试”。然而，有人表示，担心在卡塔尔举办的2022年国际足联世界杯，以及担心球迷会被筛选的情况下的争议，使官员们收回了计划，并坚持认为这只是一个提议。 2013 年，阿曼报纸The Week（英语周刊）的一篇文章表明，尽管同性恋在那里仍然是非法的，但阿曼比其他海湾国家对人们的性行为更宽容。这篇文章以“局外人”为标题，追溯了该国一名年轻男同性恋者的故事。 作为回应，阿曼政府出面干预，暂停该报的出版。此外，这篇文章还受到阿曼在线社交网络和该国记者协会的谴责。舒拉委员会的一名成员 Tawfiq al-Lawati 在推特上说，这篇文章提倡同性恋，并暗示阿曼是同性恋者的避风港。他呼吁新闻部对违反该国新闻守则的报纸采取行动。 一些阿曼人反驳说，这篇文章只是在记录有关该国的真相，媒体的工作是反映现实。该报随后被迫以整篇头版文章道歉。道歉的夸张显示了在阿曼以任何同情来讨论同性恋问题是多么有争议。与所有海湾国家一样，阿曼确实有地下同性恋场景。只要活动保持谨慎，人们普遍认为它比许多邻国更宽容。 